# 建国史 尊王攘夷
『建国史 尊王攘夷』（けんこくし そんのうじょうい）は、1927年（昭和2年）製作・公開、池田富保監督による日本の長編劇映画、サイレント映画時代の剣戟映画である。タイトルは単に『尊王攘夷』とも。

## 略歴・概要
1927年（昭和2年）、当時の日活太秦撮影所長・池永浩久総指揮のもとに製作された15巻ものの大作である。タウンゼント・ハリスの上陸から安政の大獄、桜田門外の変までを描く。本作は、日活が配給し、同年10月1日に神田の神田日活館、浅草公園六区の観音劇場を初めとして全国で公開された。
本作の上映用プリントは、現在、東京国立近代美術館フィルムセンターにも、マツダ映画社にも所蔵されていない。しかしフィルムは現存し、日本のビデオグラムメーカーのディスクプランが2009年（平成21年）4月25日に『尊王攘夷』のタイトルで、「100分」の上映尺のDVDをリリースしている。同DVDの冒頭は、題名やキャストのカットタイトルは残っておらず、装置（美術）・照明・美髪・衣裳・字幕・撮影調達のスタッフのクレジットが1枚、次に補監督・撮影・撮影（補助撮影）・助監督のクレジットが1枚、「時代劇部 現代劇部 總出演」のタイトルが1枚、説明書が1枚、「原作・監督 池田富保」のタイトル1枚、で始まっている。

## スタッフ・作品データ
クレジットおよびデータは日本映画データベースの本項参照。『尊王攘夷』DVD画面にあるクレジットはそれに準じる。
- 総指揮 : 池永浩久
- 監督・原作・脚色 : 池田富保
- 撮影 : 松村清太郎
- 補助撮影 : 井隼英一
- 照明 : 森田右三郎
- 装置（美術） : 安井幸次郎、角井嘉一郎、岡田梅吉、橋本末吉、中井菊次郎
- 美髪 : 島谷美三郎
- 衣裳 : 水谷義夫 [4]
- 字幕 : 小栗美二 [4]
- 撮影調達 : 岡本喜一郎 [4]
- 補監督 [4] : 清瀬英次郎
- 助監督 : 渡辺邦男
- 撮影事務 : 築山光吉、藤井源市 [4]
- 俳優幹事 : 西村治三郎、笹谷源三郎 [4]

- 製作 : 日活太秦撮影所
- 上映時間（巻数 / メートル） : 266分[5]（15巻 / 4,572メートル） / 現存 102分
- フォーマット : 白黒映画 - スタンダードサイズ（1.33:1） - サイレント映画
- 初回興行 : 神田・神田日活館 / 浅草・観音劇場

## キャスト
- 山本嘉一 - 水戸齊昭
- 大河内伝次郎 - 井伊掃部頭直弼
- 尾上多見太郎 - 有村治左衛門
- 谷崎十郎 - 森山繁之助
- 松平鶴之助 - 松平左兵衛督
- 岡田時彦 - 三條大納言実万
- 桂武男 - 一橋大納言慶喜
- 葛木香一 - 松平久之充
- 新妻四郎 - 関鉄之助
- 久米譲 - 佐野竹之助
- 尾上華丈 - 山口辰之助
- 市川百之助 - 十三代将軍家定公
- 尾上桃華 - 鵜飼幸吉
- 室町栄次郎 - 水戸中納言慶徳
- 嵐珏松郎 - 間部下総守
- 尾上卯多五郎 - 宇津木六之亟
- 嵐亀三郎 - 久世大和守
- 嵐璃左衛門 - 太田肥後守
- 片岡市童 - 松平伊賀守
- 中村吉次 - 庭守の伊豆
- 磯川元春 - 安藤帯刀
- 嵐岡若 - 菊川一郎太
- 市川左雁次 - 神谷剛蔵
- 尾上蝶次郎 - 小河原秀之亟
- 市川正之助 - 一之瀬蓉蔵
- 嵐珏若 - 久貝因幡守
- 中村時五郎 - 鵜飼吉左衛門
- 岡崎晴夫 - 頼三樹三郎
- 石井完活 - 白峰分助
- 金子鉄郎 - 川西忠左衛門
- 中村紅果 - 安川重兵衛
- 大島猛 - 吉川嘉兵衛
- 中村秀郎 - 糟谷蔵之進
- 浅見勝太郎 - 橋本仙右衛門
- 阪本清之助 - 秋田城之助
- 中村梅之助 - 松平和泉守
- 尾上松葉 - 茶道左阿弥
- 中村英雄 - 紀州慶福
- 小林重夫 - 愛磨
- 尾上五男 - 直磨
- 実川延一郎 - 岩瀬肥後守
- 中村仙之助 - 井上信濃守
- 高木永二 - 長野主計
- 南光明 - 松平越前守
- 小泉嘉輔 - 駿河屋伝八
- 三桝豊 - 梅田源次郎
- 谷幹一 - 尾張大納言慶勝
- 南部章三 - 近衛忠熈卿
- 星野弘喜 - 安藤対馬守
- 小杉勇 - 久我大納言
- 葉山富之助 - 秋葉の権次
- 荒井良平 - 鷹司輔熈卿
- 酒井米子 - 芸妓おあき
- 沢村春子 - 梅田の妻おせつ
- 桜木梅子 - 芸妓君香
- 徳川良子 - 芸妓春駒
- 光山朝子 - 芸妓小菊
- 小松みどり - 井伊公奥方昌子の方
- 川上弥生 - 家定公奥方篤子の方
- 築地浪子 - 愛妾お静の方

## ストーリー
幕末、安政5年6月（1858年7月）、アメリカ合衆国の全権総領事タウンゼント・ハリスが神奈川沖に投錨した。幕府側の代表である井上信濃守（中村仙之助）、岩瀬肥後守（実川延一郎）と交渉するが、開国と友好を求めるハリスらに井上らは強硬姿勢を見せる。ハリスらは清国がイギリスに上海を乗っ取られた例を挙げ、友好の必要を説く。その報告が江戸城に伝えられると、幕府大老の井伊直弼（大河内伝次郎）は、客観的な国力の違いから、命を張っても開国すべきだとの姿勢である。13代将軍家定（市川百之助）も病に伏せている。一方、水戸齊昭（山本嘉一）らは開国に反対であり、水戸藩士たちも同様である。
水戸の巷で開国反対を説くヒゲの大男・関鉄之助（新妻四郎）がいる。正義漢で直情型の関は、有村治左衛門（尾上多見太郎）、森山繁之助（谷崎十郎）の仲間である。
やがて、頼三樹三郎（岡崎晴夫）、鵜飼吉左衛門（中村時五郎）、梅田源次郎（三桝豊）ら危険人物たちを井伊直弼は次々に捕らえさせる、のちに安政の大獄（安政5年（1858年） - 安政6年（1859年））と呼ばれる強硬手段に出る。なかでも梅田は、乳飲み子をかかえる病弱な妻おせつ（沢村春子）と別れる羽目になり、連行される梅田を、おせつは病身を押して道にまろびながらも追うのだった。
有村らは、水戸齊昭に暇を乞い、井伊直弼を討つ決意を固める。有村は新しい刀を購って準備を進めるが、森山はシャイな関を芸妓遊びに連れ出し、芸妓のおあき（酒井米子）とくっつけようとする。
安政7年3月2日（1860年3月23日）いよいよ、明日決行、夜には雪が降る。翌朝、江戸城桜田門で斬りかかる有村ら。いよいよ籠のなかから井伊直弼が現れる。井伊も命をかけて開国を推進する身、有村も命がけである。井伊は国賊と叫ばれるが、お互い思想が違うが、国を思う心は同じだと動ぜず、そんなに井伊の首が欲しければ、と雪の庭に座する。井伊の首を取る有村、勝鬨を挙げる関、森山たち。